# Labanda achine
Labanda achine är en fjärilsart som beskrevs av Felder 1874. Labanda achine ingår i släktet Labanda och familjen trågspinnare. Inga underarter finns listade i Catalogue of Life.